# Pierre Conte
Ne doit pas être confondu avec Pierre Conté.
Pour l’article homonyme, voir Pierre Conte-Grandchamp.
Pour les articles homonymes, voir Conte.
Pierre Conte est un homme d'affaires et éditeur français.
De 2017 à 2019, il est à la tête d'Editis.

## Biographie
Fils d'Arthur Conte et frère de Dominique Bona, Pierre Conte est diplômé de l'Institut d'études politiques de Paris (section Service public, promotion 1982). Il a été directeur général adjoint du groupe Figaro et a mené une longue carrière dans l'univers de la publicité. 